# Crane (Montana)
Crane es un lugar designado por el censo ubicado en el condado de Richland en el estado estadounidense de Montana. En el Censo de 2010 tenía una población de 102 habitantes y una densidad poblacional de 15,56 personas por km².

## Geografía
Crane se encuentra ubicado en las coordenadas 47°34′38″N 104°15′3″O / 47.57722, -104.25083. Según la Oficina del Censo de los Estados Unidos, Crane tiene una superficie total de 6.56 km², de la cual 6.56 km² corresponden a tierra firme y (0%) 0 km² es agua.

## Demografía
Según el censo de 2010, había 102 personas residiendo en Crane. La densidad de población era de 15,56 hab./km². De los 102 habitantes, Crane estaba compuesto por el 100% blancos, el 0% eran afroamericanos, el 0% eran amerindios, el 0% eran asiáticos, el 0% eran isleños del Pacífico, el 0% eran de otras razas y el 0% pertenecían a dos o más razas. Del total de la población el 3.92% eran hispanos o latinos de cualquier raza.